# Egyetemisták és Főiskolások Országos Turisztikai Találkozója
Az Egyetemisták és Főiskolások Országos Turisztikai Találkozója (röviden: EFOTT) egy 1976-ban alapított nyári zenei fesztivál, Magyarország egyik legrégibb ilyen jellegű rendezvénye. 2014-ig minden évben más-más helyszínen került megrendezésre, 2015 óta azonban rendszeresen a Velencei-tónál szervezik.
Az 1970-es években a Magyar Kommunista Ifjúsági Szövetség irányítása és felügyelete alatt működtek nyári táborok, üdültetések; a középiskolások részére az ODOT, az Országjáró Diákok Országos Találkozója nyújtott nyári elfoglaltságot, a felsőoktatásban nem tanuló, középiskola után munkát vállalóknak pedig az Ifjúmunkás Kempingek, így csak az egyetemisták és a főiskolások maradtak nyári nagyrendezvény nélkül. Ezért a kor ifjúsági szervezete, a KISZ 1976-ban életre hívta az EFOTT-ot, mely – a kor ideológiájának megfelelően – sportra, kultúrára, hazánk turisztikai kincseinek megismerésére sarkallta a felsőoktatás résztvevőit. A KISZ – a magyar kommunista állampárt, a Magyar Szocialista Munkáspárt (MSZMP) ifjúsági szervezete volt 1957 és 1989 között – kongresszusa célul tűzte ki egy egész ifjúságot átfogó turisztikai rendszer létrehozását.
A kezdetekben még nem a mai modern értelemben vett fesztiválról volt szó, sokkal inkább hasonlított egy-egy korabeli úttörőtáborhoz, az általános érvényű programok közé tartozott többek között a táncház, filmvetítés, diszkó, fakultatív sportversenyek, városismereti versenyek, tájékozódási futóverseny, politikai fórumok, tábortűz és utcabál. Az esti szórakoztató műsorokon olyan előadók léptek fel, mint Nagy Bandó András, Sándor György és Boros Lajos, a zenei repertoárban többek közt a RE-SHOW együttes, Cseh Tamás, és a Voga-Turnovszky duó szerepelt.
Az első találkozó helye a Pécs melletti Abaliget volt, 1976 nyarán 25 felsőoktatási intézmény 350 hallgatója vett részt a négy napos eseményen. A következő években a látogatószám folyamatosan nőtt ('77 – Debrecen 750 fő, '78 Keszthely 800 fő, '79 – Nyíregyháza 900 fő, '80 – Sirok 1000 fő, '81 Fonyódliget 1260 fő), az ezredfordulóhoz közeledve pedig már több tízezer fiatal szórakozott az EFOTT-on. Természetesen a rendszerváltás után maga a fesztivál is átalakult, a politikai ideológiák helyét átvette a könnyűzene, és a fesztivál nevében fémjelzett "turisztika" is a háttérbe szorult. Az elmúlt években rekordokat döntöget a látogatói szám, – bár a 2011-es fesztiválon nem dőlt meg a rekord, így is – közel 70.000-en voltak kíváncsiak a hazai fesztivál-felhozatal hivatalos hallgatói bulijára.

## Helyszínek
| Év   | Helyszín                   | Házigazda intézmény                                         |
| 2025 | Sukoró                     | Széchenyi István Egyetem                                    |
| 2024 | Sukoró                     | Óbudai Egyetem                                              |
| ---- | -------------------------- | ----------------------------------------------------------- |
| 2023 | Sukoró                     | Pannon Egyetem                                              |
| 2022 | Sukoró                     | Magyar Agrár- és Élettudományi Egyetem                      |
| 2021 | Sukoró                     | Nemzeti Közszolgálati Egyetem                               |
| 2020 | Sukoró                     |                                                             |
| 2019 | Velence, Északi strand     | Semmelweis Egyetem                                          |
| 2018 | Velence, Északi strand     | Eötvös Loránd Tudományegyetem                               |
| 2017 | Velence, Északi strand     | Pécsi Tudományegyetem                                       |
| 2016 | Velence, Északi strand     | Debreceni Egyetem, Testnevelési Egyetem                     |
| 2015 | Velence, Északi strand     | Óbudai Egyetem                                              |
| 2014 | Miskolc, Egyetemváros      | Miskolci Egyetem                                            |
| 2013 | Zánka, úttörőváros         | Budapesti Corvinus Egyetem                                  |
| 2012 | Velence, Északi strand     | Budapesti Műszaki és Gazdaságtudományi Egyetem              |
| 2011 | Szolnok, Tiszaliget        | Szolnoki Főiskola                                           |
| 2010 | Pécs–Orfű                  | Pécsi Tudományegyetem                                       |
| 2009 | Baja, Petőfi-sziget        | Eötvös József Főiskola                                      |
| 2008 | Dunaújváros, Szalki-sziget | Dunaújvárosi Főiskola                                       |
| 2007 | Debrecen, Vekeri-tó        | Debreceni Egyetem                                           |
| 2006 | Zamárdi, strand            | Pannon Egyetem                                              |
| 2005 | Velence, Északi strand     | Eötvös Loránd Tudományegyetem                               |
| 2004 | Fonyód, Napsugár kemping   | IBS HÖK (Kollmann Gergely)                                  |
| 2003 | Gyöngyös, Pipishegy        | SZIE Gazdálkodási és Mezőgazdasági Főiskolai Kar – Gyöngyös |
| 2002 | Dunapataj, Szelidi-tó      | Eötvös Loránd Tudományegyetem                               |
| 2001 | Kismaros–Verőce            |                                                             |
| 2000 | Pécs, Béke park–Bolgárkert |                                                             |
| 1999 | Hajdúszoboszló             |                                                             |
| 1998 | Tokaj–Rakamaz              |                                                             |
| 1997 | Baja                       |                                                             |
| 1996 | Agárd                      |                                                             |
| 1995 | Debrecen                   |                                                             |
| 1994 | Kecskemét                  |                                                             |
| 1993 | Dunaharaszti               |                                                             |
| 1992 | Szeged-Dorozsma            |                                                             |
| 1991 | Nyíregyháza                |                                                             |
| 1990 | Baja, Petőfi-sziget        |                                                             |
| 1989 | Debrecen, Vekeri-tó        |                                                             |
| 1988 | Orfű                       |                                                             |
| 1987 | Velence, déli szabadstrand |                                                             |
| 1986 | Mártély                    |                                                             |
| 1985 | Szilvásvárad               |                                                             |
| 1984 | Miskolc-Tapolca            |                                                             |
| 1983 | Verőcemaros                |                                                             |
| 1982 | Salgótarján                |                                                             |
| 1981 | Fonyódliget                |                                                             |
| 1980 | Sirok                      |                                                             |
| 1979 | Nyíregyháza                |                                                             |
| 1978 | Keszthely                  |                                                             |
| 1977 | Debrecen                   |                                                             |
| 1976 | Abaliget                   |                                                             |

## Évenkénti lebontás

### 2010
2010. július 13-tól július 18-ig a házigazda Pécs-Orfű volt. A zenei programok, érdekességek mellett Európa Kulturális Fővárosában számos program, kiállítás várt minden kedves felsőoktatási hallgatót. Ebben az évben is volt Civil Falu, illetve különböző sport és turisztikai programok, fürdési lehetőség és rengeteg móka és kacagás. A hőmérsékletre nem lehetett panasz, hiszen végig 30 fok felett maradt.

### 2009
2009. július 14-től július 19-ig került megrendezésre a bajai EFOTT. A Fesztivál egyedülálló módon már a mínusz 4. napon megnyitotta kapuit hetijegyesei számára – július 10-13. között, a Halfőző Fesztiválon is részt vehettek mindazok, akik időben, teljes terminusra váltottak belépőt.

### 2008
2008. július 16-ától július 20-ig tartott a dunaújvárosi EFOTT. A 2008-as évi programsorozat között található volt a cseh karnevál. Természetesen a cseh sör mellett cseh zene és cseh karaoke ment (cseh hiphop, cseh Ska, cseh Sramli, cseh R'n'B). A másik aktualitása a 2008-as évnek az „EFOTT Sportaréna” volt.